# Casa de las Aldabas
La Casa de las Aldabas fue un edificio, casa-palacio, situado en la calle de Teresa Gil de Valladolid, adyacente al Convento de Portacoeli. Es de gran interés histórico ya que en él nació el rey Enrique IV de Castilla llamado, el Impotente.
Recibía su nombre por tener empotradas en su fachada once grandes aldabas de hierro, de unos veinte centímetros de diámetro, en una línea horizontal a dos metros del suelo, y otra más decorada en su portón, por el que se accedía a un amplio patio porticado.
El 18 de marzo de 1963 se decidió su futuro procediendo a su derribo, a pesar del intento de declararla monumento local, por lo que se convirtió en parte del patrimonio perdido de Valladolid. Tan sólo se consiguió salvar una parte de la arquería trasladándola al Museo Nacional de Escultura de Valladolid,mientras que en el Alcázar de Segovia encontró acomodo el artesonado del salón principal de esta vivienda. 